# Сверхтекучий гелий-4
Сверхтекучий ге́лий-4 (англ. superfluid helium-4) — фазовое состояние гелия-4, изотопа элемента гелия, в каком он проявляет свойства жидкости с нулевой вязкостью: течёт без трения по любой поверхности, протекает через очень мелкие поры, подчиняясь только своей собственной инерции. В то же время, в других экспериментах, тот же гелий проявляет свойства, присущие обычной жидкости (с ненулевой вязкостью). Сверхтекучее поведение гелия наблюдается при охлаждении его ниже критической температуры (~2,17 K). При температуре 1 K он становится сверхтекучим почти полностью.
Сверхтекучий гелий известен как основной объект квантовой гидродинамики и исследований макроскопических квантовых явлений. Формирование сверхтекучести считается заключённым с образованием конденсата Бозе-Эйнштейна. Свидетельством этого является тот факт, что сверхтекучесть в жидком гелии-4 наблюдается при гораздо более высоких температурах, чем её можно наблюдать в изотопе гелия-3. Каждый атом гелия-4 является бозоном, поскольку его спин равен нулю. Гелий-3, однако, является фермионом и может создавать бозоны только путём спаривания с аналогичным атомом при более низких температурах, в процессе, подобном спаривания электронов в явлении сверхпроводимости.
Изотоп гелий-4 (⁴He) примерно в миллион раз более распространён, чем гелий-3 (³He), поэтому, когда речь идёт об использовании сверхтекучего гелия, обычно имеют в виду именно ⁴He. Небольшие примеси ³He не меняют поведение ⁴He: образуется раствор, который сохраняет сверхтекучие свойства, хотя температура перехода снижается. Растворы с высокой концентрацией ³He изучены недостаточно.
На сегодня единственной кроме гелия жидкостью, которой свойственно сверхтекучее состояние, является водород (в очень малых количествах — несколько десятков молекул — ведь обычно молекулы орто- и водорода хорошо перемешаны даже при очень низких температур).

## История исследований
Сжиженный гелий впервые получил Камерлинг-Оннес 10 июля 1908 года. Для этого надо было охладить газ до температуры около 4 K. 1910 Камерлинг-Оннес сумел охладить гелий до температуры 1,04 K. За эти исследования он получил Нобелевскую премию 1913 года. Охладить сжиженный гелий до 1 К можно путём испарения под пониженным давлением (с применением вакуумного насоса) .
Эффект сверхтекучести сжиженного гелия был обнаружен Петром Капицей, Джоном Аленом и Доном Мизенером в 1937 году. С тех пор он был описан через  феноменологические и микроскопические теории. За открытие термина "Сверхтекучесть" Петр Капица получил Нобелевскую премию по физике 1978 года.
В 50-е годы XX века Холл (Hall H.E.) и Вайнен (Vinen W.F.) провели эксперименты, которые установили существование квантованных вихревых линий в сверхтекучем гелии. В 60-е годы Рейфилд (Rayfield) и Райф (Reif) установили существование квантовых вихревых колец. Паккард (Packard) наблюдал пересечение вихревых линий со свободной поверхностью жидкости. Авенель (Avenel) и Вероку (Varoquaux) изучали эффект Джозефсона в сверхтекучем гелии 4. В 2006 году группа учёных из Университета штата Мэриленд визуализировали квантовые вихри с помощью небольших маркерных частиц твёрдого водорода.

### В XXI веке
В начале 2000-х годов, физики создали фермионный конденсат из пар ультрахолодных атомов-фермионов. При определённых условиях пары фермионов образуют двухатомные молекулы, и в их системе становится возможной конденсация Бозе-Эйнштейна. В другой крайности фермионы (в частности, большинство сверхпроводящих электронов) образуют куперовские пары, для которых также свойственна сверхтекучесть. Эта работа про ультрахолодные атомные газы позволила исследовать область между этими двумя крайностями, известную как BEC-BCS кроссовер.
Сверхтекучие твердые тела, возможно, также были обнаружены в 2004 году физиками с  университета штата Пенсильвания. Если гелий-4 охладить до температуры ниже, чем примерно 200 мК при высоком давлении, около однопроцентная часть твердого тела, как представляется, становится сверхтекучей. Было показано с помощью эксперимента торсионного осциллятора, что при резком охлаждении или удлинение времени нормализации, тем самым увеличивая или уменьшая плотность дефектов соответственно, фракция сверхтекучего твердого тела может быть в диапазоне от 20 % до полностью отсутствующей. Это позволило предположить, что сверхтекучая твердотельная природа гелия-4 не присуща гелию-4, но является свойством гелия-4 и неупорядоченности.

## Свойства

Рис. 1. Фазовая диаграмма ⁴He. Показывает при каких условиях (температуры и давления гелий находится в газообразном, жидком и твердом состоянии. Соответствующие участки на фазовой диаграмме разделены кривой плавления (между жидким и твердым состоянием) и линией кипения (между жидким и газообразным состоянием). Последняя линия заканчивается в критической точке, где разница между газом и жидкостью исчезает.

Рис. 2. Теплоемкость жидкости ^{4}He при давлении насыщенного пара как функция температуры. Пик при T = 2,17 K обозначает фазовый переход второго рода.

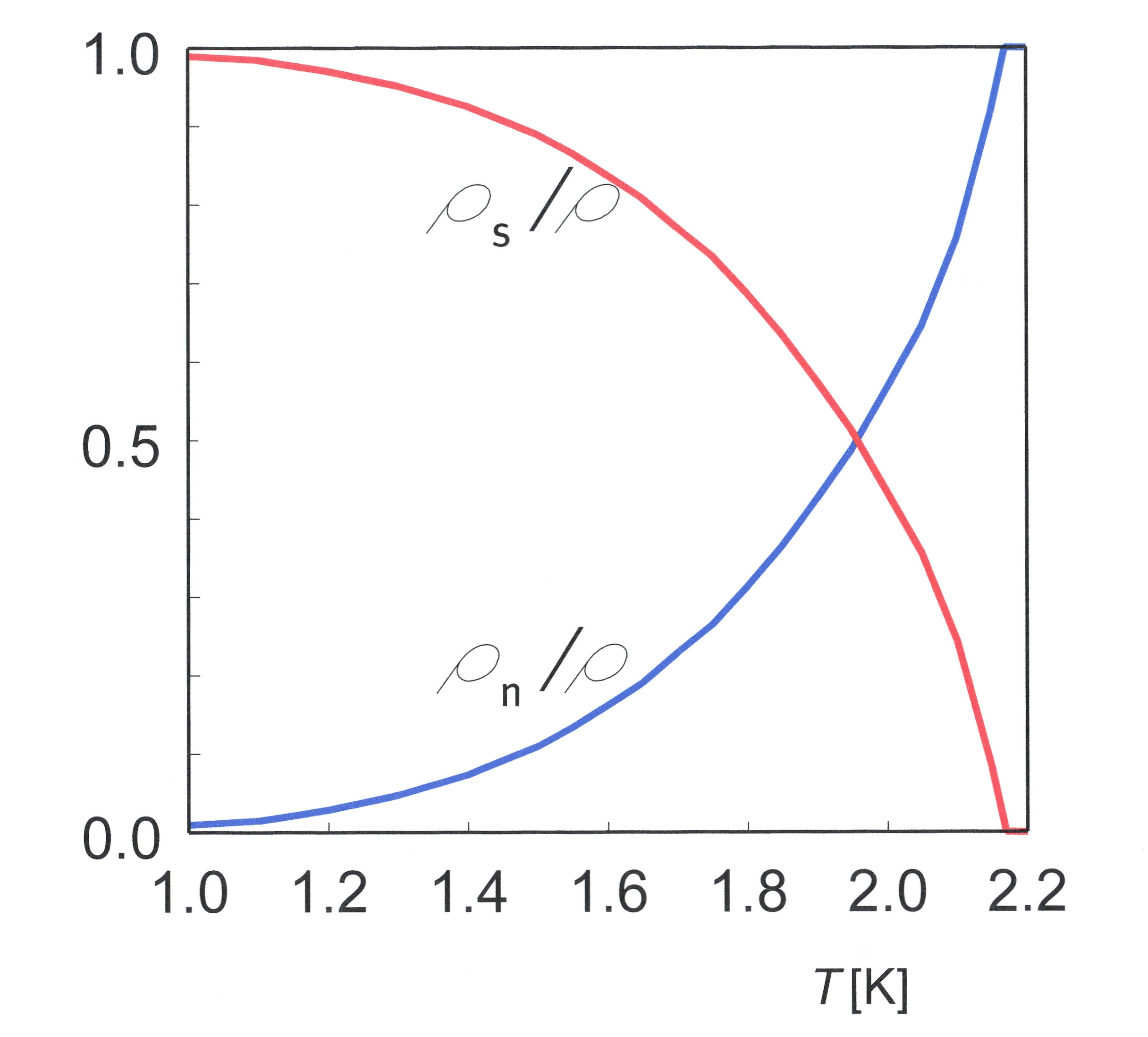
Рис. 3. Температурная зависимость относительных сверхтекучих и нормальных компонент ρ_{n}/ρ і ρ_{s}/ρ как функции T.

Диаграмма состояния на рисунке 1 показывает уникальное свойство 4 He, который может находиться в жидком состоянии даже при абсолютном нуле. Твердеет он только под давлением более 25 бар.
На этой диаграмме также показана λ-линия, которая разделяет два участка жидкого состояния, обозначенные на диаграмме как He-I и He-II. На участке He-I гелий ведёт себя как нормальная жидкость, а на области He-II он сверхтекучий.
Название лямбда-линии происходит от своеобразного графика зависимости теплоемкости от температуры, которая напоминает форму греческой буквы λ (лямбда). Пик теплоемкости наблюдается при температуре 2,172 К (рисунок 2), которую называют λ-точкой.
Левее лямбда-линии поведение гелия феноменологически может быть описана так называемой двухжидкостной моделью. Он ведёт себя так, как будто состоит из двух компонент: нормальной, что ведёт себя как обычная жидкость, и сверхтекучей компоненты с нулевой вязкостью и нулевой энтропией. Соотношение плотности нормальной (ρn) и сверхтекучей (ρ s) компоненты зависит от температуры и представлены на рисунке 3 . При снижении температуры, доля плотности сверхтекучей компоненты (ρs/ρ) возрастает от нуля при T λ к единице при нулевой температуре по Кельвину. Ниже 1 K гелий почти полностью сверхтекучий.
Ниже температуры 0,7 K зависимость плотности нормальной компоненты от температуры имеет вид ρn ~ T4.
Можно создавать плотностные волны нормальной компоненты (а следовательно, сверхтекучей компоненты, поскольку как ρn + ρs = константе), которые напоминают обычные звуковые волны. Этот эффект называется вторым звуком. Через температурную зависимость ρn (рисунок 3) эти волны в ρn также являются температурными волнами.

Рис. 4. Гелий II будет «ползти» по поверхности и через некоторое время уровень в двух контейнерах сравняются. также охватывает внутреннюю часть ёмкости большего контейнера; если бы он не был бы запечатанный, то гелий II выполз бы и убежал прочь.

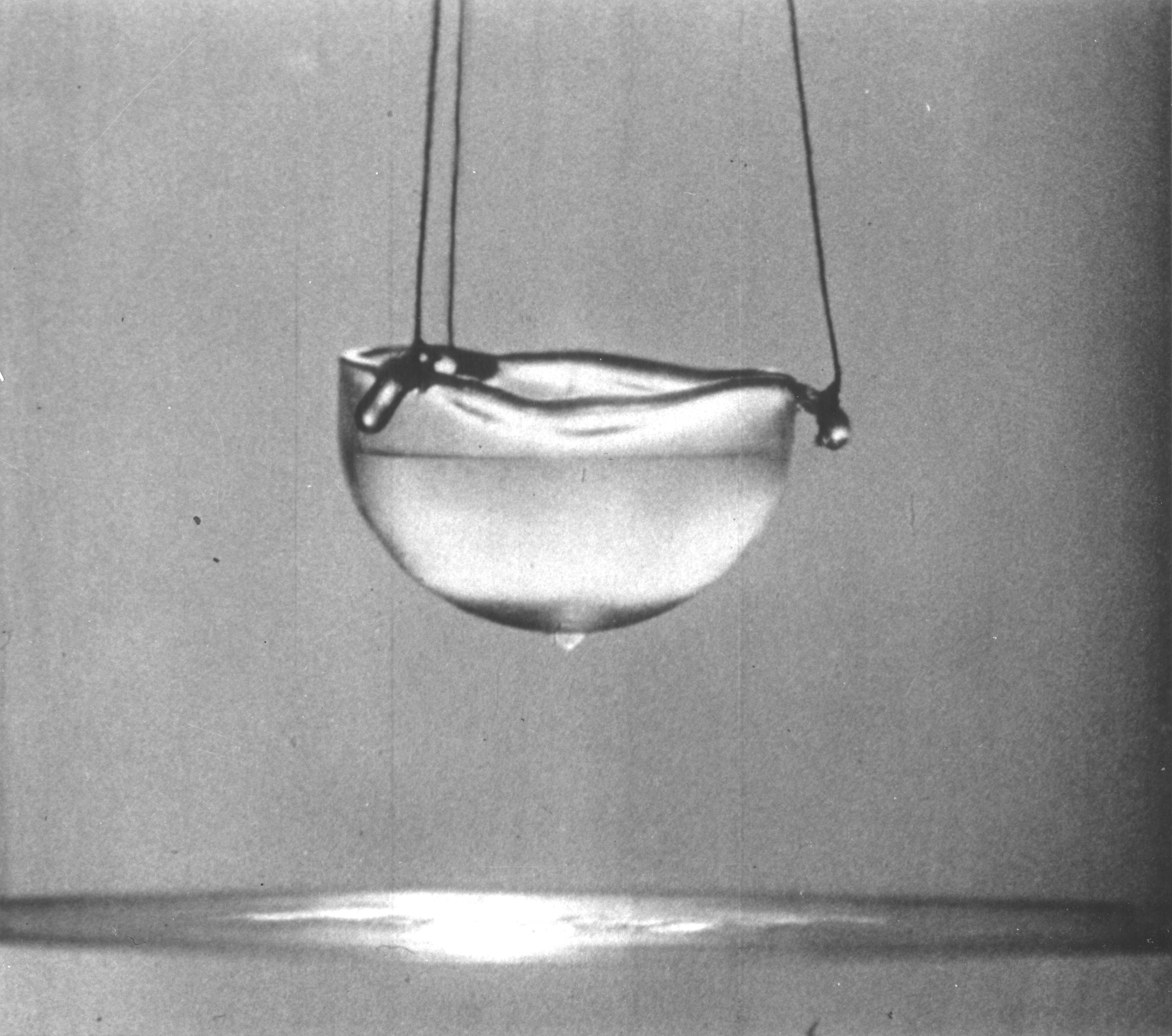
Рис. 5. Жидкий гелий внутри чашки находится в сверхтекучей фазе. Пока он остаётся сверхтекучим, он ползёт вверх по стенке в виде тонкой плёнки. Эта плёнка перетекает через край и дальше опускается по внешней стороне стены, образуя под дном каплю, которая падает в жидкость ниже. Капли формируются одна за другой, пока чашка не опустеет.

### Поток плёнки
Много обычных жидкостей, такие как спирт или нефть, будут ползти вверх твердыми стенками благодаря явлению смачивания, обусловленном поверхностным натяжением. У жидкого гелия также есть это свойство, но, в случае He-II, поток жидкости в слое ограничивается не его вязкостью, а критической скоростью, составляющей около 20 см/с. Это достаточно высокая скорость, поэтому сверхтекучий гелий может сравнительно легко течь вверх стенками пустого контейнера, частично погруженного в жидкость, дотекать до верха и перетекать через край, заполняя контейнер до уровня жидкости снаружи. Этот сифонный эффект схематично показано на рисунке 4. Если наполненный контейнер поднять выше уровня жидкости, то поток плёнки образует видимые капли на дне контейнера, как показано на рисунке 5. Однако было замечено, что поток через нанопористую мембрану становится ограниченным, если диаметр пор составляет менее 0,7 нм (т. е. примерно в три раза больше классического диаметра атома гелия), предполагая, что необычные гидродинамические свойства гелия возникают в большем масштабе,  чем в классическом жидком гелии.

### Разница с гелием-3
Хотя феноменологии сверхтекучих состояний гелия-4 и гелия-3 очень похожи, но микроскопические детали переходов значительно отличаются. Атомы гелия-4 являются бозонами, и их сверхтекучесть может быть объяснена с точки зрения  статистики Бозе-Эйнштейна, которой они подчиняются. В частности, сверхтекучесть гелия-4 можно рассматривать как следствие конденсации Бозе-Эйнштейна в системе с взаимодействием. С другой стороны, атомы гелия-3 являются фермионами, и сверхтекучей переход в этой системе описывается обобщением теории сверхпроводимости БКШ. В этой теории происходят куперовские спаривания между атомами (а не электронами, как в БКШ) и взаимодействие притяжения между ними передаётся через спиновые, а не фононные флуктуации. Объединённое описание сверхпроводимости и сверхтекучести возможно с точки зрения спонтанного нарушения калибровочной симметрии.

### Двокомпонентность
Сверхтекучие жидкости, такие как гелий-4 ниже лямбда-точки, имеют немало необычных свойств. Сверхтекучесть работает так, как будто жидкость представляет собой смесь составляющих со свойствами обычной жидкости и сверхтекучей компонент. Сверхтекучая компонента имеет нулевую вязкость и нулевую энтропию. Приложения тепла в зону в сверхтекучем гелии приводит к потоку нормальной компоненты, который обеспечивает перенос тепла с относительно высокой скоростью (до 20 см/с), что приводит к очень высокой эффективной теплопроводности.

### Квантовые вихри
Другое фундаментальное свойство проявляется, если сверхтекучую жидкость вместить в центрифугу (контейнер, который вращается). Вместо того, чтобы вращаться вместе с контейнером, в гелии возникают квантовые вихри. То есть, когда контейнер вращается со скоростью ниже первой критической угловой скорости, жидкость остаётся абсолютно неподвижной. После того, как будет достигнута первая критическая угловая скорость, сверхтекучая жидкость образует вихрь. Сила вихря квантована, то есть сверхтекучая жидкость может вращаться только при определённых «допустимых» значениях угловой скорости. Вращения нормальной жидкости, такой, как вода, не квантуется. Если скорость вращения увеличивается дальше, будут формироваться новые квантовые вихри, образуя интересные узоры, аналогичные решётке Абрикосова в сверхпроводнике.

## Сверхтекучая гидродинамика
Уравнения движения для сверхтекучей компоненты, в несколько упрощённом виде, задаётся законом Ньютона
{\displaystyle {\vec {F}}=M_{4}{\frac {\mathrm {d} {\vec {v}}_{s}}{\mathrm {d} t}}.}
M4 — молярная масса 4He и {\displaystyle {\vec {v}}_{s}} скорость сверхтекучей компоненты. Производная по времени — так называемая гидродинамическая производная, то есть записана для элемента жидкости, который сам движется. В случае сверхтекучего 4He в гравитационном поле сила задаётся как
{\displaystyle {\vec {F}}=-{\vec {\nabla }}(\mu +M_{4}gz).}
В этом уравнении μ — мольный химический потенциал, g  — гравитационное ускорение, и z  — вертикальная координата. Таким образом,
{\displaystyle M_{4}{\frac {\mathrm {d} {\vec {v}}_{s}}{\mathrm {d} t}}=-{\vec {\nabla }}(\mu +M_{4}gz).} (1)
Уравнение (1) выполняется тогда и только тогда, когда vs не превышает критическое значение, которое, как правило, определяется диаметром канала потока.
В классической механике сила часто является градиентом потенциальной энергии. Уравнение (1) показывает, что, в случае сверхтекучей компоненты, сила содержит член пропорциональный градиенту химического потенциала. Благодаря этому He-II демонстрирует такие замечательные свойства как фонтанный эффект.

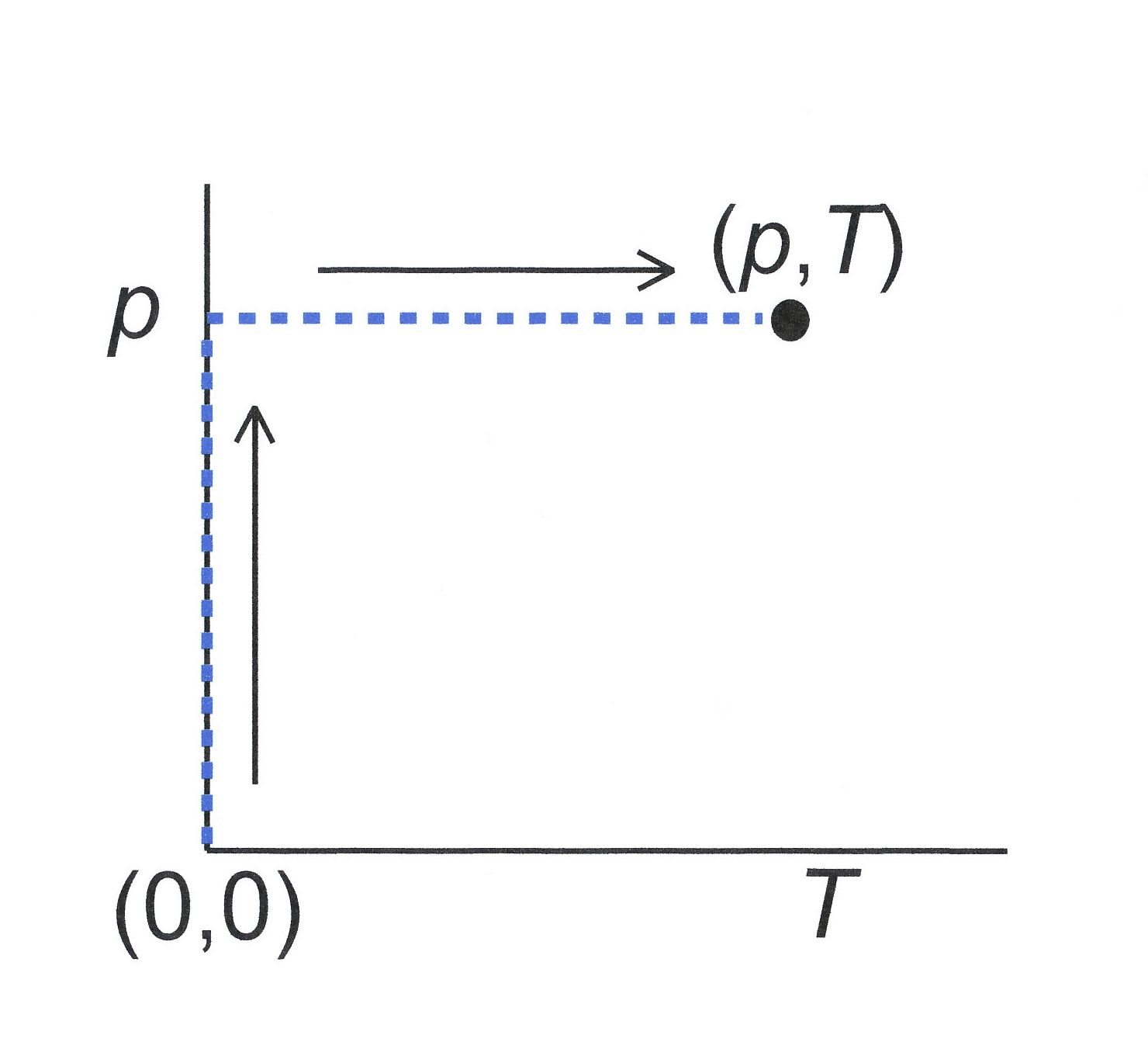
Рис. 6. Путь интегрирования для вычисления μ при произвольных p и T.

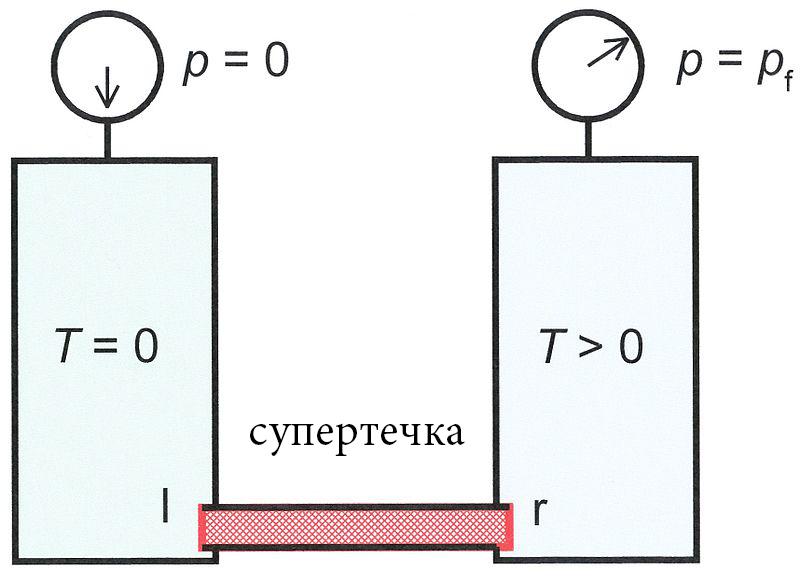
Рис. 7. Демонстрация фонтанного давления. Два сосуда, соединённые супертечкой, через которую протекает только сверхтекучая компонента.

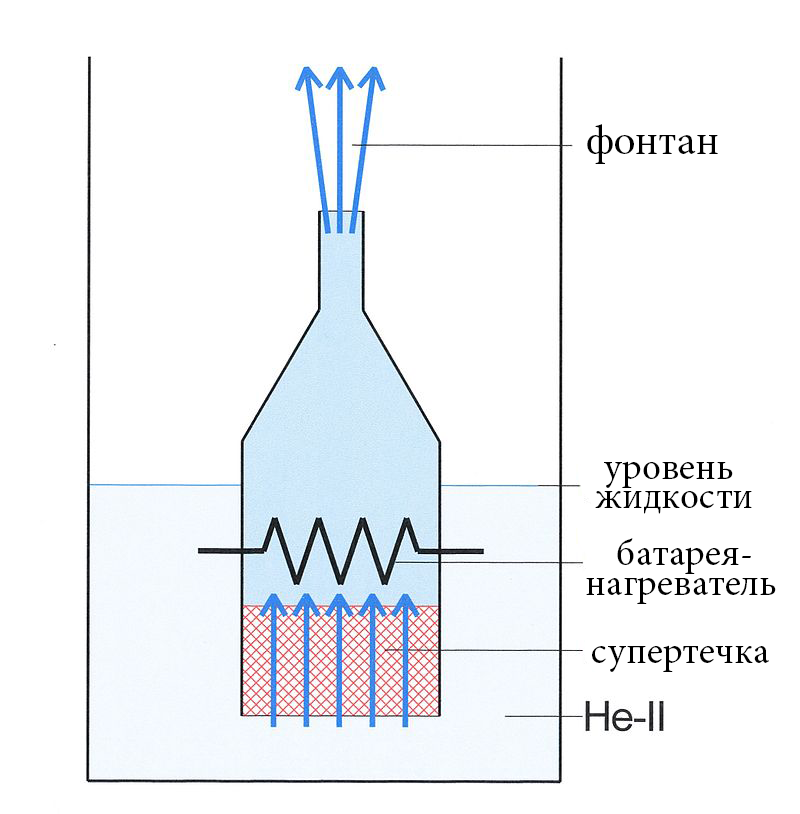
Рис. 8. Демонстрация фонтанного эффекта. Капиллярная трубка «закрытая» в одном конце супертечкой и помещена в ванну с сверхтекучим гелием, а затем нагретая. Гелий течёт вверх через трубку и разбрызгивается как фонтан.

### Фонтанное давление
Для того, чтобы переписать уравнение (1) в более привычную форму мы используем общую формулу
|{\displaystyle \mathrm {d} \mu =V_{m}\mathrm {d} p-S_{m}\mathrm {d} T.} (2)
Здесь Sm молярная энтропия и V m молярный объём. С помощью уравнения (2) μ(p,T) можно определить с помощью контурного интегрирования в р-Т плоскости. Сначала мы интегрируем от начала координат (0,0) до (p, 0), то есть, при T = 0. Далее мы интегрируем с (р, 0) до (p,T), то есть, с постоянным давлением (см. рисунок 6). В первом интеграле dT = 0, а во втором dp = 0. С помощью уравнения (2) получаем
|{\displaystyle \mu (p,T)=\mu (0,0)+\int _{0}^{p}V_{m}(p^{\prime },0)\mathrm {d} p^{\prime }-\int _{0}^{T}S_{m}(p,T^{\prime })\mathrm {d} T^{\prime }.} (3)
Мы заинтересованы только в тех случаях, когда р маленькое, так что V m практически неизменный. Следовательно,
|{\displaystyle \int _{0}^{p}V_{m}(p^{\prime },0)\mathrm {d} p^{\prime }=V_{m0}p} (4)
Где V m0 молярный объём жидкости при T = 0 и p = 0. Другой член в уравнении (3) также записывается в виде произведения Vm0 и величины pf которая имеет размерность давления
|{\displaystyle \int _{0}^{p}V_{m}(p^{\prime },0)\mathrm {d} p^{\prime }=V_{m0}p} (5)
Давление pf называется фонтанным давлением. Его можно вычислить с энтропии 4He, которую, в свою очередь, можно вычислить с теплоемкости. Для T = Tλ фонтанное давление равно 0,692 бар. При плотности жидкого гелия 125 кг/м3 и g = 9.8 м/с2 это давление соответствует колонке жидкого гелия 56-метровой высоты. Следовательно, во многих экспериментах, фонтанное давление сильнее влияет на движение сверхтекучего гелия, чем силы притяжения.
С помощью уравнений (4) и (5), уравнение (3) принимает форму
|{\displaystyle \mu (p,T)=\mu _{0}+V_{m0}(p-p_{f}).} (6)
Подстановка уравнения (6) в (1) даёт
|{\displaystyle \rho _{0}{\frac {\mathrm {d} {\vec {v}}_{s}}{\mathrm {d} t}}=-{\vec {\nabla }}(p+\rho _{0}gz-p_{f}).} (7)
с плотностью жидкого 4He при нулевом давлении и температуре ρ₀ = M 4/Vm0.
Уравнение (7) показывает, что сверхтекучая компонента ускоряется, как обычно, гравитационно обусловленным градиентом давления, однако также градиентом фонтанного давления.
Пока уравнения (5) имеет лишь математический смысл, однако в специальных экспериментальных установках pf может отображаться как реальное давление. На рисунке 7 показаны два сосуда, обе с He-II. Левый сосуд должен находиться при нулевой температуре по Кельвину (Tl = 0) и нулевом давлении (p l = 0). Сосуды соединены так называемой супертечкой. Это трубка, заполненная очень мелким порошком, из-за чего поток нормальной компонент практически заблокирован. Однако сверхтекучая компонента может протекать через эту супертечку без каких-либо проблем (ниже критической скорости - около 20 см/с). В стационарном состоянии v s = 0, поэтому из уравнения (7) следует
|{\displaystyle p_{l}+\rho _{0}gz_{l}-p_{fl}=p_{r}+\rho _{0}gz_{r}-p_{fr}} (8)
где индекс l (r) касается левой (правой) стороны супертечки. В данном конкретном случае pl = 0, zl = zr, и p fl = 0 (поскольку T l = 0). Следовательно,
{\displaystyle 0=p_{r}-p_{fr}.}
Это означает, что давление в правой сосуде равна фонтанному давлению при Tr.
Фонтан можно создать в эксперименте, поставленном как на рисунке 8. Фонтанный эффект используется для создания циркуляции 3He в рефрижераторах растворения.

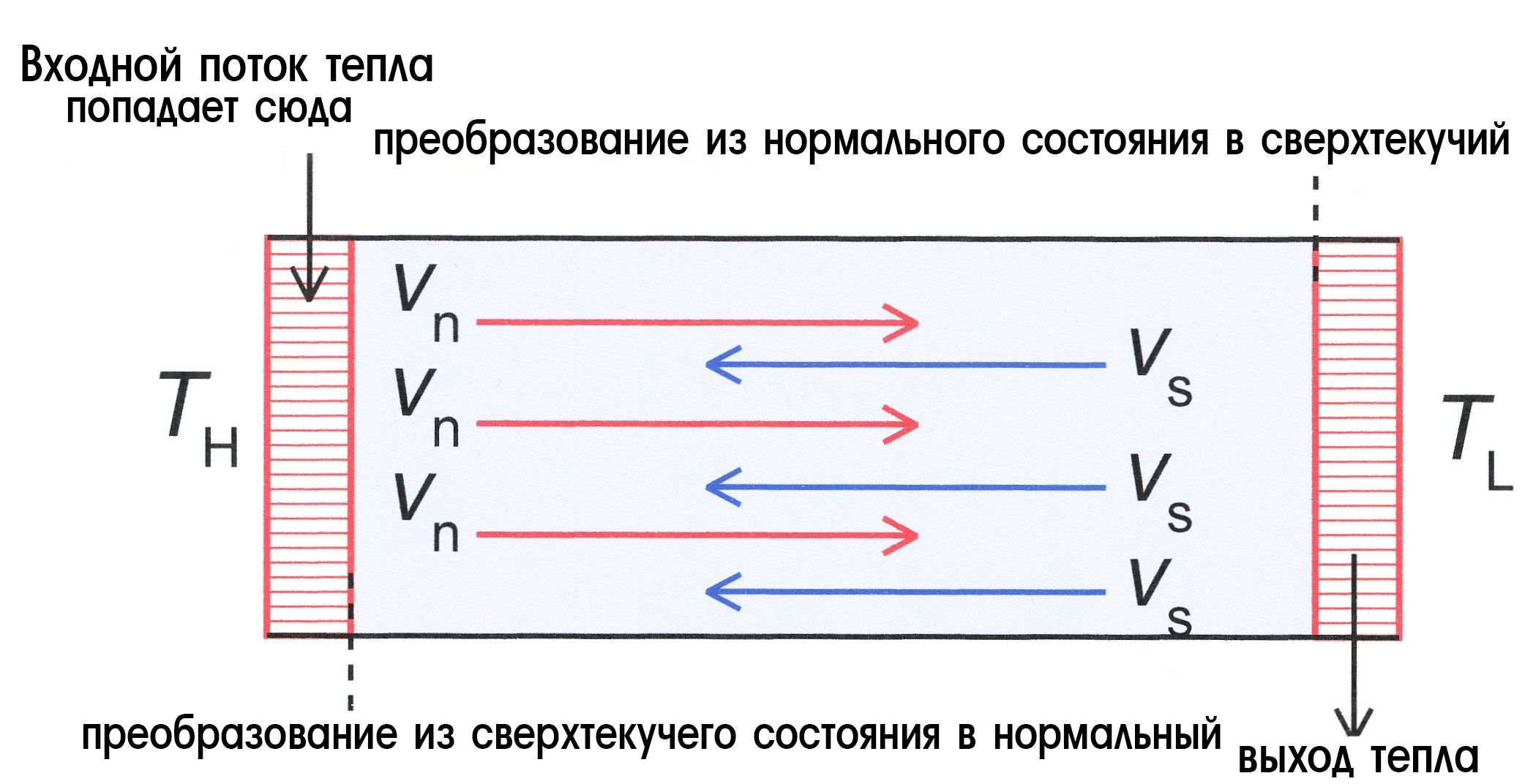
Рис. 9. Транспортировка тепла с помощью противотока нормальной и сверхтекучей компонент He-II

### Перенос тепла
На рисунке 9 показано эксперимент с теплообменом между двумя сосудами с температурами TH и T L, соединёнными трубкой, заполненной He-II. Когда тепло подаётся к горячему концу давление создаётся на горячем конце в соответствии с уравнением (7). Это давление заставляет двигаться нормальный компонент от горячего конца к холодному концу в соответствии с уравнением
|{\displaystyle \Delta p=-\eta _{n}Z{\dot {V}}_{n}.} (9)
Здесь ηn — вязкость нормальной компоненты, Z - определённый геометрический множитель, а {\displaystyle {\dot {V}}_{n}} — объёмный поток. Нормальный поток уравновешивается потоком сверхтекучей компоненты от холодного к горячему концу. На концевых участках происходит преобразование нормальной компонент в сверхтекучую и наоборот. Итак, тепло переносится, не благодаря теплопроводности, а через конвекцию. Этот вид перенесения тепла является очень эффективным, так как теплопроводность He-II гораздо больше, чем теплопроводность лучших материалов. Ситуация сравнима с теплопроводами, где тепло транспортируется благодаря газожидкостной конверсии. Высокая теплопроводность He-II применяется для стабилизации сверхпроводящих магнитов, например, в Большом адронном коллайдере в CERN.

## Теория

### Двухжидкостный подход Ландау
Феноменологическая и полумикроскопическая теория сверхтекучести гелия-4 Льва Ландау принесла ему Нобелевскую премию по физике 1962 года. Предположив, что звуковые волны являются наиболее важными возбуждениями в гелии-4 при низких температурах, он показал, что гелий-4, протекая мимо стены, не будет спонтанно создавать возбуждения, если скорость потока меньше скорости звука. В этой модели скорость звука является «критической скоростью», выше которой сверхтекучесть разрушается. (Гелий-4 на самом деле имеет более низкую скорость потока, чем скорость звука, но эта модель полезна для иллюстрации концепции). Ландау также показал, что звуковые волны и другие возмущения могут уравновешивать друг друга и двигаться независимо от остальной части гелия-4, которая известна как «конденсат».
Исходя из импульса и скорости потока возбуждений, Ландау определил плотность «нормальной» жидкости, которая равна нулю при нулевой температуре и увеличивается с ростом температуры. При так называемой температуре лямбда, где плотность нормальной составляющей равна суммарной плотности, гелий-4 теряет сверхтекучесть.
Чтобы объяснить ранние данные по удельной теплоемкости сверхтекучего гелия-4, Ландау постулировал существование особого типа возбуждения, которое он назвал «Ротоном», но после получения точных данных, он решил, что «Ротон» не отличается от высоко импульсной версии звука .
Теория Ландау разрабатывала подробно микроскопической структуры сверхтекучей компоненты жидкого гелия. Первую попытку создать микроскопическую теорию самой сверхтекучей компоненты совершил Фриц Лондон и Тиша. Впоследствии различные авторы предложили другие микроскопические модели. Их главная цель заключается в том, чтобы вывести форму между частичного взаимодействия между атомами гелия в сверхтекучем состоянии из первых принципов квантовой механики. На сегодняшний день предложено несколько моделей такого рода: модели с вихревыми кольцами, модели твердых сфер, гауссовской кластерные теории и тому подобное.

### Модель вихревого кольца
Ландау считал, что завихренность появляется в сверхтекучем гелии-4 в виде вихревых листов, но было доказано, что такие листы неустойчивы. Онсагер и независимо от него Ричард Фейнман, показали, что завихренность появляется в виде квантованных вихревых линий. Они также разработали идею квантово вихревых колец. В 1940-х годах Арие Байл,
а также Фейнман в 1955, разработали микроскопические теории для ротоны, который вскоре наблюдался в экспериментах с упругого рассеяния нейтронов Палевского. Позже Фейнман признал, что его модель даёт лишь качественное согласование с экспериментом.

### Модели жестких сфер
Модели жестких сфер используют упрощённую форму между частичного потенциала взаимодействия между атомами гелия-4 в сверхтекучих фазах. В частности, потенциал предполагается типа твердых сфер. В этих моделях качественно воспроизводится известен (Ротонный) спектр возбуждений Ландау.

### Гауссовский кластерный подход
Этот двухмасштабный подход описывает сверхтекучую компонента жидкого гелия-4. Он состоит из двух вложенных моделей, связанных между собой с помощью параметрического пространства. Коротковолновая часть описывает внутреннюю структуру пакета течения, используя непертурбативный подход, основанный на логарифмическом уравнении Шрёдингера
{\displaystyle i{\frac {\partial \psi }{\partial t}}+\Delta \psi +\psi \ln |\psi |^{2}=0.}
для комплекснозначной функции {\displaystyle \psi =\psi (\mathrm {\mathbf {x} } ,t)}, здесь {\displaystyle \Delta \,} — лапласиан до вектора {\displaystyle \mathrm {\mathbf {x} } }.; она предлагает гауссовскоподобное поведение плотности и межчастичного потенциала внутреннего взаимодействия элемента. Длинноволновая часть — это квантовая теория многих тел таких элементов, которая занимается их динамикой и взаимодействием. Подход обеспечивает единое описание фононных, максонных и ротонных возбуждений, и имеет значительное согласования с экспериментом: используя только один важный параметр, можно с высокой точностью воспроизвести ротонный спектр Ландау, скорость звука и структурный фактор сверхтекучего гелия-4. Эта модель использует общую теорию квантовых жидкостей Бозе с логарифмическими нелинейностями, основанные на введении вклада диссипативного типа в энергию, связанную с квантовой функцией энтропии Эверетта-Гиршмана.

## Практическое применение
В последнее время сверхтекучий гелий-4 был успешно применён в химических спектроскопических методах как квантовый растворитель. Капельная спектроскопия в сверхтекучем гелии представляет большой интерес для изучения молекул газа, поскольку сверхтекучая среда позволяет молекуле, сольватированной в нём, иметь эффективную свободу вращения, благодаря чему молекула может вести себя подобно тому, как это было бы в «газовой» фазе. Капельки сверхтекучего гелия имеют характерную температуру около 0,4 К, что охлаждает сольватированную молекулу (или молекулы) почти до её ровибронного состояния (одновременного взаимодействия между вращательными, колебательными и электронными степенями свободы в молекуле).
Растворение гелия-3 в сверхтекучем гелии-4 приводит к охлаждению смеси, что позволяет достичь ещё более низких температур. Этот процесс применяется в рефрижераторе растворения. Когда концентрация гелия-3 в растворе достигает уровня насыщенности (около 7 %, зависит от температуры), а температура уменьшается до 870 миликельвинов (мК), раствор спонтанно разделяется на две фазы: сверхтекучий раствор гелия-3 в гелии-4 (содержит около 6,6 % гелия-3) и раствор гелия-4 в гелии-3 (почти полностью состоит из гелия-3). Фазу, богатую гелием-3, можно отделить, выпарив гелий-3 (при температурах 500—700 мК парциальное давление его пара значительно больше, чем гелия-4), охладить и снова подать в его камеры растворения. Таким образом температура в камере растворения снова уменьшится. Теоретически этот процесс можно продолжать бесконечно, получая все более низкую и низкую температуру. Однако размер аппарата возрастает обратно пропорционально T4 и при температурах ниже 0,2 мК он становится слишком большим и дорогим.
Охлаждение сверхтекучим гелием нашло своё применение в космических аппаратах, в частности для охлаждения сверхчувствительных гироскопов, которые позволяют измерять некоторые теоретически предсказанные гравитационные эффекты:
- В космическом аппарате Gravity Probe B свинцовые и ниобиевые гироскопы были погружены в термос с гелием при температуре ниже 2 K, что позволило им сохранять сверхпроводящее состояние[45].

А также для охлаждения болометров, измеряющие электромагнитное излучение:
- Инфракрасный астрономический спутник IRAS, запущенный в январе 1983 года для сбора данных в инфракрасном диапазоне, был охлаждён с помощью 73 килограммов (720 литров) сверхтекучего гелия, поддерживая температуру 1.6 K (−271,55 °C)[46].
- Аналогичная система охлаждения была применена на спутнике COBE, который изучал реликтовое излучение (запущен в ноябре 1989 года). Его дьюар содержал 650 литров сверхтекучего гелия[47].
- На космическом телескопе Планк (2009-2013), который работал с этой целью для охлаждения детекторов до температуры 0,1 К был применён рефрижератор растворения[48].
- Аналогичный рефрижератор на телескопе имени Джеймса Клерка Максвелла имеет базовую температуру около 50 мК и поддерживает температуру болометров на уровне около 75 мК[49].

Технология сверхтекучего гелия используется для расширения температурного диапазона криокамер до низких температур. До сих пор предел составляет 1,19 К, но потенциально возможно достичь 0,7 К.